# Bitva v průsmyku Roncevaux (778)
Bitva v průsmyku Roncevaux (francouzská podoba jména, ve španělštině Roncesvalles, v baskičtině Orreaga) v roce 778 je legendami opředenou bitvou, v níž početná baskická armáda zničila zadní voj armády Karla Velikého při jeho návratu z Pyrenejského poloostrova z původně jiného sporu s Córdobským emirátem. Průsmyk Roncevaux se nachází v Pyrenejích, na španělském území poblíž španělsko-francouzské hranice.
Příčinou Karlova tažení byla nabídka muslimského místodržitele Barcelony a Girony Sulejmana al-Arabiho, jenž se osamostatnil od Córdobského emirátu a žádal od Karla vojenskou pomoc. Na oplátku mu slíbil vazalství. Po Karlově pomoci se však Sulejman nevzdal, tvrdě, že nic takového nesliboval. Po měsíčním obléhání města to Karel vzdal a odešel. Cestou z Pyrenejského poloostrova se ještě rozhodl vyplenit baskické sídelní město Pamplona a zničit jeho městské hradby, aby mu znovu nemohlo odporovat. Tím si Basky znepřátelil. Při návratu Franků přes Pyreneje zpět do Francie, zadní část Karlovy armády, postupující úzkým průsmykem, byla odříznuta a napadena rozptýleným baskickým vojskem z hustého lesního porostu. Frankové se odmítli vzdát a byli pobiti.

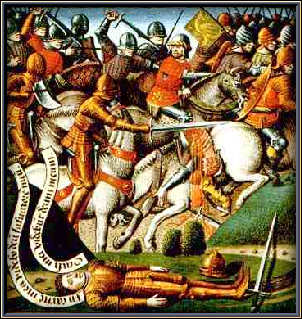
Bitva v podání anonymního umělce 15. století

Mezi zabitými v bitvě byl i Roland, franský velmož a vojevůdce. Jeho smrt z něj a několika dalších paladinů (nejpřednějších rytířů a šlechticů z družiny Karla Velikého), učinila legendární vzory rytířskosti, ovlivňující představy o rytířském chování na několik dalších staletí středověku. O bitvě existují psané záznamy a mnoho středověkých legend a písní, z nichž nejedna události značně přikrášluje či přehání. Bitva je zejména námětem Písně o Rolandovi z 11. století, nejstaršího dochovaného díla francouzské literatury, a Zuřivého Rolanda, jednoho z nejslavnějších děl literatury italské. I v moderní době se bitva stala námětem mnoha knih a divadelních her, a v Pyrenejích je připomínána mnoha pomníky.